# 10153 Ґолдмен
10153 Ґо́лдмен (10153 Goldman) — астероїд головного поясу, відкритий 26 жовтня 1994 року.
Тіссеранів параметр щодо Юпітера — 3,541.